# Arachnothryx uxpanapensis
Arachnothryx uxpanapensis là một loài thực vật có hoa trong họ Thiến thảo. Loài này được (Lorence & Cast.-Campos) Borhidi mô tả khoa học đầu tiên năm 1989.